# Ángel Nieves Díaz
Ángel Nieves Díaz (31 de agosto de 1951 - 13 de diciembre de 2006) fue un convicto puertorriqueño que fue ejecutado por inyección letal por el estado de Florida. Nieves, quien había escapado de una prisión en Puerto Rico mientras cumplía condena por asesinato, fue condenado por disparar y matar al gerente de un club de striptease en Florida en 1979. Mantuvo su inocencia hasta su muerte.

## Primeros años
Nieves Díaz nació el 31 de agosto de 1951 en Puerto Rico y desde la adolescencia se involucró en el mundo del crimen y las drogas, con el apodo de Papo la Muerte.
Se casó cuando cursaba la escuela secundaria y abandonó los estudios en su tercer año. Cuando tenía 17 años, fue arrestado por posesión de heroína. Cuando Nieves tenía 24 años, disparó e hirió a un policía durante un robo a mano armada. Fue condenado de 5 a 8 años de prisión.

## Crimen y condena
En julio de 1978, en Puerto Rico, Nieves asesinó al director de un centro de rehabilitación de drogas, apuñalándolo 19 veces mientras dormía. Fue encontrado culpable de asesinato en segundo grado y sentenciado de 10 a 15 años de prisión. En 1979, Nieves escapó de la Penitenciaría Estatal de Río Piedras, casi matando a golpes a un guardia en el proceso. Luego huyó a Florida.
El 29 de diciembre de 1979, Nieves y dos amigos, Ángel "Sammy" Toro y otro hombre, "Willie", aún no identificado, robaron el Velvet Swing Lounge, un club de estriptis en Miami, Florida. Durante el robo, el gerente Joseph Nagy, de 49 años, fue asesinado a tiros. No hubo testigos oculares porque la mayoría de los empleados y clientes estaban encerrados en un baño público.
La policía también sospecha que Nieves y Toro mataron a otro hombre en un rascacielos de Northwest Seventh Street, dijo el exdetective de Metro-Dade Greg Smith, quien fue miembro del primer escuadrón de casos sin resolver de la nación.
En febrero de 1981, Nieves fue arrestado por cargos no relacionados de asalto y armas de fuego. Les dio un nombre falso, Emilio Báez, y pagó la fianza. Antes de que la policía descubriera su identidad, Nieves se saltó la fianza y huyó al norte de Connecticut. Posteriormente fue detenido por cargos federales de armas de fuego en Middletown, Connecticut. Mientras esperaba el juicio, Nieves fue enviada al Centro Correccional de Hartford. En agosto de 1981, él y otros tres reclusos escaparon sujetando a un guardia a punta de cuchillo y golpeando a otro guardia. Fue condenado en un tribunal federal por posesión ilegal de un arma de fuego y secuestro en segundo grado en un tribunal estatal. Nieves también fue condenado por un cargo de arma de fuego estatal, después de que los funcionarios encontraran un revólver Derringer calibre 38 cargado en su celda. Su condena federal fue posteriormente anulada en virtud de una laguna jurídica ahora cerrada debido a que Puerto Rico no es un estado.
Nieves y Ángel Toro el cual ese momento estaba cumpliendo cadena perpetua sin libertad condicional por asesinar a una mujer en Massachusetts, fueron acusados de matar a Nagy en 1983, después de que la novia de Nieves, Candice Braun, en ese momento dijera a la policía que él estaba implicado. La policía encontró la huella dactilar de Nieves en una caja de cerillas dejada en el lugar. En 1986, Díaz fue declarado culpable de asesinato en primer grado. Durante su juicio, amenazó a los testigos, despidió a su abogado y optó por representarse a sí mismo. Díaz afirmó que Toro había cometido el asesinato. El jurado lo condenó a muerte por una votación de 8 a 4. También recibió las condenas simultáneas de 536 años de prisón por cuatro cargos de secuestro, 268 años por dos cargos de robo a mano armada, 15 años por intento de robo a mano armada y 15 años por amenazar con usar un arma de fuego.
El testimonio de un compañero de prisón del Condado de Miami-Dade, Ralph Gajus, que cumplía una condena de 20 años por asesinato en segundo grado, también fue crucial en la condena y sentencia de Nieves. En 1984, Gajus testificó que Nieves había confesado en su celda que había disparado a Nagy. Esto fue a pesar del hecho de que Nieves apenas hablaba inglés y Gajus no entendía español, ambos se comunicaban con señales de mano. Aun así, su testimonio fue tomado en consideración, y la eventual condena de Nieves dependía en gran medida del testimonio de su compañero de celda Gajus.
Más tarde, uno de los abogados de Nieves pidió a la Corte Suprema que considerara una declaración jurada de Gajus tomada más recientemente en la que confesó que mintió en su declaración inicial. Gajus estaba presuntamente enojado con Nieves por haber sido dejado fuera de un intento de fuga antes y la policía supuestamente prometió ayudar a Gajus con su caso.
Ángel Toro se declaró culpable de asesinato en segundo grado y recibió cadena perpetua.

## Ejecución
En 2006, la última apelación de Nieves fue denegada. A medida que se acercaba la fecha de la ejecución, el caso volvió a llamar la atención del público. El 28 de noviembre de 2006, el gobernador de Puerto Rico, Aníbal Acevedo Vilá, pidió al gobernador de Florida, Jeb Bush, clemencia en el caso. El gobernador Vilá expresó su preocupación por (a) la imparcialidad del juicio, ya que Nieves, que casi no hablaba inglés y cuya competencia estaba en cuestión, se representó a sí mismo en el juicio, (b) el testimonio retractado del testigo clave de la acusación, Gajus, un soplón de la cárcel que más tarde dijo mintió en el juicio, y (c) la sentencia desproporcionada, ya que Toro, el otro implicado, recibió cadena perpetua y no una condena a muerte.
El 13 de diciembre de 2006, Nieves fue ejecutado por inyección letal en la Prisión Estatal de Florida en Raiford. No ordenó una última comida, pero se le sirvió un menú de la prisión de pavo desmenuzado con condimentos para tacos, queso rallado, arroz, frijoles pintos, totopos, crujiente de manzana y té helado. También rechazó esta comida. Su declaración final fue: 

El estado de Florida está matando a una persona inocente. El estado de Florida está cometiendo un crimen, porque soy inocente. La pena de muerte no es solo una forma de venganza, sino también un acto cobarde de los seres humanos. Lo siento por lo que me está pasando a mí y a mi familia que fue puesta en esto.
— Ángel Nieves Díaz

Una gran cantidad de controversia rodeó la ejecución porque, contrariamente a las prácticas habituales, Nieves necesitaba una dosis adicional de drogas para ser ejecutado. Todo el proceso tomó aproximadamente 34 minutos en comparación con los 7,5 minutos habituales. La familia declaró el procedimiento una ejecución fallida.
Gretl Plessinger, portavoz del Departamento correccional de Florida, dijo que Nieves Díaz no sentía ningún dolor y que una condición hepática era la causa del retraso, pero la familia negó entonces que Nieves Díaz sufriera tal condición. Una investigación posterior concluyó que hubo negligencia en la colocación de las agujas en los brazos de Nieves Díaz, por lo que la aguja habría penetrado por completo a través de la vena, negando la entrada directa de drogas en el torrente sanguíneo y evitando así los medicamentos de llegar directamente a los sitios objetivo deseados, como el cerebro y el diafragma. Más bien, los fármacos se inyectaron en el tejido blando después de que la aguja entró e inmediatamente salió de la vena, alargando en gran medida el tiempo antes de la muerte. Como resultado de esto, el entonces gobernador Jeb Bush pospuso todas las ejecuciones pendientes hasta nuevo aviso. Sin embargo, el 18 de julio de 2007, el nuevo gobernador, Charlie Crist, levantó la prohibición mediante la firma de una orden de muerte, autorizando la ejecución de Mark Dean Schwab.
En 2014, The New Republic publicó fotografías de la ejecución fallida, mostrando decoloración en los brazos del prisionero.

## Repercusión
En 2004, se anuló la otra condena por asesinato de Ángel Toro, lo que lo hizo elegible para la libertad condicional. Fue puesto en libertad condicional el 18 de noviembre de 2008.